# سامرست (کالیفرنیا)
سامرست (به انگلیسی: Somerset) یک منطقهٔ مسکونی در ایالات متحده آمریکا است که در شهرستان ال دورادو، کالیفرنیا واقع شده‌است. سامرست ۳٬۶۴۲ نفر جمعیت دارد و ۶۳۸ متر بالاتر از سطح دریا واقع شده‌است.